# برنیتشکو
برنیتشکو (به چکی: Brníčko) یک منطقهٔ مسکونی در جمهوری چک است که در ناحیه شومپرک واقع شده‌است. برنیتشکو ۸٫۴۸ کیلومتر مربع مساحت و ۶۴۱ نفر جمعیت دارد و ۳۰۰ متر بالاتر از سطح دریا واقع شده‌است.